# Tovar Correia Lima
Tovar Alves Correia Lima (João Pessoa, 06 de abril de 1980) é um político  brasileiro, atualmente Deputado Estadual pelo terceiro mandato do Estado da Paraíba. Filiado ao PSDB (PB). Filho do funcionário público aposentado Fernando Antonio de Vasconcelos Correia Lima e da assistente social Clédna Borborema Alves Correia Lima, é casado com a advogada Ana Carolina Catão.

## Vida Pessoal
Graduado em Administração de Empresas e Direito, também tem pós Graduação em Gestão Pública.
Tovar é casado com a advogada Ana Carolina Catão, com quem tem três filhos: Luiza, Lara e Luis Fernando.

## Carreira Política
Tovar se envolveu em política ainda muito cedo. Desde novo sempre muito comunicativo e amigo de todos, seguiu os pedidos dos inúmeros amigos e foi candidato ao cargo de vereador na cidade de Campina Grande pela primeira vez em 2004 pelo Partido Trabalhista Brasileiro (PTB). Nessa eleição com apenas 24 anos, obteve 2.156 votos, mas ficando como suplente. Em 2008 Tovar foi eleito vereador pelo PSDB – Partido da Social Democracia Brasileira, com 4.999 votos. Tovar chega a Câmara para seu primeiro mandato aos 28 anos, determinado em defender os interesses do povo Campinense e apresentar projetos que proporcionem melhor qualidade de vida a população e abram janela para juventude. Durante o mandato, foi 1° Secretário da mesa diretora da Câmara Municipal de Campina Grande no biênio 2011 – 2012, além de ter recebido vários prêmios, dentre eles, a “Medalha Presidente Tancredo Neves - Colar de Ouro”, escolhido como vereador mais atuante de Campina Grande. 
Em 2012 foi eleito para seu 2° mandato com 3.690 votos. Logo após tomar posse, Tovar se licenciou do mandato de vereador para ocupar o cargo de Secretário Chefe de Gabinete da Prefeitura Municipal de Campina Grande, recebendo do prefeito Romero Rodrigues a missão de auxiliá-lo a organizar a administração pública após uma tumultuada troca de gestão.
Em 2014, o vereador Tovar Correia Lima (PSDB), atingiu a incrível marca de 1.000 proposituras apresentadas na Câmara Municipal de Campina Grande durante os seus dois mandatos entre os anos de 2009/2014. Entre as proposituras estão Requerimentos, Projetos de Lei, Resoluções, Pedidos de Informação e Emendas ao Orçamento Municipal. 
Tovar se destacou como um dos parlamentares mais atuantes do parlamento campinense. Com o seu Gabinete Itinerante visitou instituições, comunidades, creches, sítios, entre outros. "Com essas visitas nós ouvimos as pessoas e levamos as verdadeiras demandas da população para a tribuna da Câmara Municipal" explica.
Ainda em 2014, foi candidato ao cargo de Deputado Estadual pela Paraíba e foi eleito com 30.690 votos. Sendo a maioria dos seus votos(17.799) em Campina Grande onde seria o deputado mais votado da cidade. No ano de 2018 foi reeleito com 24.052 votos e voltou a representar o povo paraibano na Assembleia Legislativa da Paraíba.
Em 2022 foi reeleito para o seu terceiro mandato de Deputado Estadual, pelo PSDB, com 23.577 votos. Foi eleito primeiro secretário da Assembleia Legislativa da Paraíba, para o biênio 2025/2026.